# Орлиний
Орлиний (рос. Орлиный, також відомий як Свободний 21) — селище у Свободненському районі Амурської області Російської Федерації. Колись було військовим містечком. Розташоване на території українського історичного та етнічного краю Зелений Клин.
Входить до складу муніципального утворення Малосазанська сільрада. Населення становить 992 особи (2012).

## Географія
Розташоване на правому березі річки Зея, за 17 км на південь від міста Свободний, поруч з автомобільною трасою Свободний - Благовіщенськ. Оточений з усіх боків сопками.

## Історія
Свободний-21 заснований у 1954 році і до 1996 року існував як військова частина центрального підпорядкування. У 1996 році військова частина № 41065 12 ГУМО була розформована, велика частина військовослужбовців була змушена покинути військове містечко. У 2012 році військові повністю виведені з містечка. У 2013 році нерухоме майно та земельні ділянки містечка передані з федеральної власності у власність адміністрації Малосазанської сільради.
Відповідно до нормативних правових актів федеральних органів державної влади у складі території Малосазанської сільради знаходиться територія закритого військового містечка Свободний-21, але в списку населених пунктів сільради не згадується.
Законом Амурської області від 13 березня 1997 року № 152-ОЗ «Про утворення селища Орлиний в Свободненському районі Амурської області» була зроблена спроба утворити селище Орлиний з закритого військового містечка Свободний-21, але цей закон був скасований в судовому порядку.
У листопаді 2019 Постановою уряду РФ селищу офіційно присвоєно назву Орлиний.
З 1 січня 2006 року входить до складу муніципального утворення Малосазанська сільрада.